# Салингарос, Никос
Никос А. Салингарос (англ. Nikos Salingaros, род. 1952) — американский математик и учёный греческого происхождения, известный работами по теории градостроительства, теории архитектуры, теории сложности вычислений и философии проектирования.
Тесно сотрудничает с архитектором и основоположником некоторых принципов проектирования программного обеспечения Кристофером Александером и разделяет его крайне критические взгляды на привычную нам современную архитектуру. Салингарос, как и Александер, предлагает альтернативный теоретический подход к проблемам архитектуры и градостроительства. Этот подход лучше адаптирован к человеческим потребностям и желаниям, а также сочетает в себе тщательный научный анализ с глубокими интуитивными знаниями.
До того, как его внимание привлекли проблемы архитектуры и градостроительства, Салингарос публиковал самостоятельные научные статьи по алгебре, математической физике, электромагнитным полям и термоядерному синтезу. Он до сих пор преподаёт математику и занимает должность профессора математики в Техасском университете г. Сан-Антонио. Кроме того он преподаёт на архитектурных факультетах университетов Италии, Мексики и Нидерландов.

## Семья
Родители Н. Салингароса — греки по национальности. Он — единственный ребёнок известного композитора Стелиоса Салингароса и племянник оперного певца Спироса Сали(н)гароса.

## Образование
Окончил Университет Майами штата Флорида со степенью бакалавра физических наук. В 1974 г. он получил степень магистра, а в 1978 г. — докторскую степень в Государственном университете штата Нью-Йорк в Стоуни Брук. В 1982 г. началось его длительное сотрудничество с Кристофером Александером; он является одним из редакторов четырёхтомного труда К.Александера «Природа порядка» («The Nature of Order»), посвящённого эстетике природы и геометрическим процессам в ней.

## Карьера
В 1983 г. Н. Салингарос пришёл на математический факультет Техасского университета г. Сан-Антонио, где и продолжает работать по сей день. С 1990-х гг. Салингарос начал публиковать собственные исследования архитектурных и градостроительных форм. В 1997 г. он стал одним из первых лауреатов премии Фонда Альфреда П.Слоуна за исследования в области архитектуры. В 2003 г. он стал членом почётного комитета Международной организации по охране традиционной архитектуры и градостроительства (INTBAU) и Колледжа практикующих архитекторов-традиционалистов при INTBAU.

## Опубликованные работы
В работах Н. Салингароса изложены две ключевые концепции, касающиеся градостроительной морфологии, фракталов и сетей. В своей книге «Принципы городского строительства» («Principles of Urban Structure») он, подобно Майклу Бэтти (Michael Batty, Великобритания) и Пьеру Франкхаузеру (Pierre Frankhauser, Франция), описывает города как огромные фракталы, а также вторит отдельным попыткам Пола Дрю (Paul Drewe, Голландия) и Гэбриэла Дюпуа (Gabriel Dupuy, Франция) описать города как гигантские сети. Он объединяет понятие градостроительной формы с новыми концепциями: с концепцией сети «малого мира» и с концепцией безмасштабной сети. Вот как отозвался об этой работе Н.Салингароса профессор проектирования из Университетского колледжа Лондона Майкл Бэтти: «Он показал нам, как сети, образовавшиеся путём эволюции, ведут к появлению эффективных и хорошо приспособленных к окружающей среде упорядоченных (масштабных) иерархических структур… Именно в этом состоит теория малого мира, скрывающая в себе зачатки идеи, которую ещё никто толком не разрабатывал. При объединении элементов городской структуры множество коротких связок естественным образом превращается в меньшее количество более длинных связок, что, на мой взгляд, позволяет говорить об их связи с малыми мирами, безмасштабными сетями, степенными распределениями и, самое главное, с изменениями технологии транспортировки. Именно Салингарос первым указал на это».
«Теория архитектуры» («A Theory of Architecture») — это сборник статей, ранее публиковавшихся в разных изданиях. В нём изложен ряд рекомендаций по проектированию и научные принципы, указывающие на связь архитектурных форма с особенностями человеческого восприятия. В этой книге автор описывает реально действующую архитектурную систему, причём так, чтобы любой практикующий архитектор мог воспользоваться полученными знаниями. Сюда вошли результаты изучения величайших построек прошлого, к которым автор причисляет здания, наилучшим образом отвечающие особенностям человеческого восприятия. И хотя данный метод, как и теория, на которую он опирается, поддерживает традиционные архитектурные типологии, Салингарос настаивает на том, что архитекторы должны иметь право адаптировать свои идеи к конкретной ситуации, принимать решения с учётом состояния окружающей среды и требований проекта. Он ищет ответы на следующие вопросы: почему необходим орнамент и чем оправдать его наличие? Какие иерархические структуры и пропорции поддерживают располагающую к общению атмосферу и красоту? Что можно сказать о нашей биологической природе — а может быть, и о природе самой материи — в силу которой разные постройки внушают нам различные чувства? Автор, будучи математиком, предлагает теоретическую систему взглядов, дающую ответ на эти вопросы.
Антиархитектура и деконструкция  (недоступная ссылка)(«Anti-Architecture and Deconstruction») — это сборник статей, критикующих современную «звёздную» архитектуру, а также её сторонников из научного мира и специализированных СМИ. Это пылкий обвинительный акт, направленный против «плохой архитектуры», которую, по мнению автора, эти люди поддерживают своей деятельностью. Под «плохой» Салингарос понимает архитектуру, которая доставляет неудобства или вызывает физическое недомогание, а также занимается формальными или идеологическими вопросами вместо того, чтобы адаптировать постройки к природе и потребностям жителей.
Исследование «Социальное жильё в Латинской Америке: методология использования процессов самоорганизации» («Social Housing in Latin America: A Methodology to Utilize Processes of Self-Organization»), написанное Н. Салингаросом в соавторстве с Дэвидом Брейном (David Brain), Андрэ Дуани (Andres Duany), Майклом Михаффи (Michael Mehaffy) и Эрнесто Филибертом (Ernesto Philibert) в общих чертах показало, какую роль играют социально-пространственные взаимосвязи в обеспечении благоприятной архитектурной среды. Главную градостроительную проблему для современного общества представляют социально-политические процессы, связанные с проектированием и строительством социального жилья, а также крупномасштабная реконструкция фавел. Ключевая идея данного исследования состоит в том, что городской среде, к которой её обитатели относятся с любовью, не грозят ни непрошеные вторжения, ни разруха. Критерием служат положительные эмоции, возникающие при удовлетворении эмоциональных потребностей жильцов благодаря подходящей градостроительной морфологии, которую, в свою очередь, можно сформировать только с помощью непосредственных участников-жильцов (в направленном снизу вверх процессе разработки, которым управляет представитель неправительственной организации). Послевоенные типологии проектирования малопригодны для создания городского пространства благоприятного типа.
В своих последних работах Салингарос сосредоточился на вопросах биофилии как обязательного компонента благоприятной для человека среды. Тем самым он поддержал идеи Эдварда Осборна Уилсона (Edward Osborne Wilson)об устойчивом проектировании.

## Архитектура
Теоретические взгляды Н.Салингароса оказали серьёзное влияние на ряд крупных деятелей в области архитектуры. Автор плодотворных в идейном плане трактатов «Язык паттернов» («A Pattern Language») и «Заметки о синтезе формы» («Notes on the Synthesis of Form») Кристофер Александер описывает эту ситуацию так: «На мой взгляд, Никос Салингарос, один из четырёх редакторов журнала Katarxis, — это второй по счёту человек, изучающий глубинную взаимосвязь между наукой и архитектурой. Он много лет помогал мне редактировать „Природу порядка“ и в какой-то момент — думаю, это случилось в середине девяностых годов — начал писать статьи, в которых исследовал проблемы архитектуры с научной точки зрения. Затем, во второй половине девяностых он принялся активно налаживать связи между архитектурой и наукой, используя в качестве „перекидных мостов“ научные исследования».
Принц Чарльз, авторитетный критик современной архитектуры, в предисловии к книге Н.Салингароса «Теория архитектуры» высказался по поводу его влияния следующим образом: «Бесспорно, никто не подталкивает нас к размышлениям так, как этот интереснейший новый философ, который, быть может, повлияет на ход истории».

## Небоскрёбы
В статье «Гибель небоскрёбов» («The End of Tall Buildings», 2001), написанной совместно с Джеймсом Канстлером, Салингарос утверждает, что дни небоскрёбов сочтены, и что теракт 11 сентября — это знак близящегося исчезновения модернистских типологий, диктовавших градостроительную форму. И хотя строительство небоскрёбов по всему миру продолжается, эта статья стала самым популярным и дискуссионным источником цитат по данной проблеме. Бенджамин Форджи из «Вашингтон пост» писал со ссылкой на неё: «Сейчас многих до мозга костей пробирает один и тот же страх: страх превратиться в мишень. Разве кто-нибудь теперь посмеет отрицать тот факт, что здания вроде Всемирного торгового центра — это идеальные мишени?»

## Градостроительство
Н. Салингарос принял участие в составлении Новой Афинской хартии 2003 года, призванной заменить первоначальную Афинскую хартию 1933 года, основным автором которой был весьма влиятельный архитектор и проектировщик-модернист Ле Корбюзье. Первая хартия обособляла функции города и способствовала разработке послевоенных градостроительных типологий, в частности монокультуре и хаотичной застройке территорий. Тогда как новая Хартия и другие работы Салингароса нацелены на реконструкцию пригородов и восстановление связей на уровне человеческих масштабов в городах США и Европы. Можно сказать, что эта работа близка по духу неоурбанистическому движению, которое стремится заменить растущую хаотичную застройку оптимально спроектированными крупными и малыми городами, предназначенными для пешеходов.
Салингарос участвует в формировании сообщества, которое пользуется технологиями коллективного доступа к файлам и открытых исходников, перенесёнными из области разработки ПО в область градостроительства. Это движение базируется на принципах передачи информации между самостоятельными узлами сети (Peer-to-peer); оно носит меткое название «P2P урбанизм» и позволяет людям не только пользоваться результатами проектирования, но и участвовать в проектировочном процессе.
Паттернам и прочим методам, которые описал Кристофер Александер, нашлось применение в области управления сложным программным обеспечением. Их определение, описание и свежие статьи опубликованы на веб-сайте Фонда альтернативных методов передачи информации между самостоятельными узлами сети (Foundation for Peer to Peer Alternatives).

## Компьютерные технологии
Салингарос никогда не писал работ непосредственно о программном обеспечении, хотя в среде программистов две его статьи разошлись на цитаты. Впоследствии обе они были включены в книгу «Принципы городского строительства».
В статье «Структура языков паттернов» (2001) говорится, что паттерны (ключевое понятие паттерноориентированного проектирования из области теории вычислительных машин, введённое К.Александером) содержат в себе информацию о повторяющихся проектных решениях и видах человеческой деятельности. Методы объединения зафиксированных паттернов свидетельствуют о существовании языка паттернов и отвергают стилистические правила и антипаттерны, как полученные случайным образом. Вот как прокомментировали эту позицию Э. Тодд (E. Todd), Э. Кемп (E. Kemp) и К. Филлипс (C. Phillips): «Салингарос доказывает, что произвольный набор паттернов — это ещё не система, поскольку в нём нет связей; следовательно, именно от качества и характера связей между паттернами зависит, является их совокупность языком или нет. Анализируя языки паттернов, автор выделяет два типа связности: внешнюю и внутреннюю. Обе играют ключевую роль в подтверждении правильности языка паттернов. По мнению Салингароса, фактором, который подтверждает внутреннюю достоверность языка, служит обилие связей между разными уровнями языка паттернов и в пределах одного уровня».
В статье «Информационная архитектура городов» («The Information Architecture of Cities», 2004), написанной совместно с Л. Эндрю Ковардом (L. Andrew Coward) города описываются как системы информационной архитектуры, которые из-за их интенсивной функционализации раздроблены на сообщающиеся модули. Обмен информацией в городских системах включает в себя поступление визуальных данных из окружающей среды, при личном контакте, через средства телекоммуникации, а также при перемещении людей. Перемещения жителей по территории города завершают процесс первичного обмена информацией (цель перемещений — взаимодействие между людьми). Хотя в идеале, при удачном стечении обстоятельств, такие перемещения обеспечивают и вторичный информационный обмен. К примеру, пешеход по пути на работу заходит в магазины, смотрит на рекламные щиты, покупает газету, перебрасывается парой слов с приятелем при встрече. Именно этот насыщенный, фрактальный, многослойный обмен информацией и является достоинством крупных городов. Он тесно связан с формированием экономического благополучия и экономической культуры в городах. Вдобавок в статье «Информационная архитектура городов» Салингарос ввёл полезное понятие «фрактальная загрузка», которое Ричард Веръярд (Richard Veryard), Фил Джонс (Phil Jones) и другие впоследствии начали употреблять в области компьютерных технологий.

## Модель сложности
По аналогии с физическим понятием термодинамических величин, Салингарос ввёл модель сложности, а впоследствии вместе со специалистом по компьютерным технологиям Алленом Клингером (Allen Klinger) усовершенствовал её. В данной работе была принята на вооружение идея Герберта Саймона о том, что самое важное — это организация сложности, и предложены простые способы её измерения. Кристофер Александер проанализировал эту модель в первом томе «Природы порядка». «На мой взгляд, важно показать полученный результат просто в подтверждение того, что живая структура, в принципе, поддаётся математическим расчётам и потому её можно рассматривать как часть физики».

## Философия
Н. Салингарос всегда резко критиковал деконструктивизм в архитектуре и бездумное следование философии постструктурализма. В статье «Вирус Деррида» он заявляет, что если слепо принимать на веру идеи французского философа Жака Деррида (Jacques Derrida), то они станут плодородной почвой для «вируса», который уничтожает знания и нарушает логическое мышление. Салингарос пользуется моделью мема, разработанной Ричардом Доукинсом (Richard Dawkins) для объяснения механизмов передачи идей. Тем самым он создаёт модель, которая подтверждает более ранние заявления философа Ричарда Уолина (Richard Wolin) о логическом нигилизме философии Деррида. Но используя идеи Доукинса, Салингарос всё-таки решительно опровергает его мнение, высказанное в книге «Божье заблуждение» («The God Delusion»), о том, что религия — всего лишь очередной мем. Выступая в поддержку новой работы К.Александера, где намечены связи между религией и геометрией, Салингарос утверждает, что с исторической точки зрения, религиозная традиция оказала огромное влияние на наши представления об архитектуре и философии.

## Оценки деятельности
Н. Салингарос был включён в список «50 провидцев, которые меняют ваш мир», впервые опубликованный в американском журнале «Utne Reader» (ноябрь-декабрь 2008) вскоре после издания книги «65 провидцев: люди и идеи, которые изменили вашу жизнь», выпущенной данным журналом в 2001 году. В книгу вошли статьи о таких людях, как Джейн Джейкобс (Jane Jacobs), Андрэ Дуани (Andres Duany), Элизабет Плейтер-Жиберк (Elizabeth Plater-Zyberk), Мухаммад Юнус (Muhammad Yunus), Фритьоф Капра (Fritiof Capra), Эдвард Голдсмит (Edward Goldsmith) и Уильям МакДонах (William McDonough).